# Клеф
Клеф (573–574) је био лангобардски краљ.
Након убиства краља Албоина у лангобардском краљевству настао је период политичких обрачуна и убистава. То је било уједно и време премоћи околних војвода који су се грабили за празан трон, јер Албоин није имао наследника.
Најмоћнији од свих војвода био је вођа у Павији Клеф, који је захваљујући својим богатством успео да однесе превагу над осталим конкурентима и да заузме упражњени трон. На почетку своје владавине он је смирио опозицију која је била против њега, тако што је један део ликвидирао, а други део протерао у остала војводства. На почетку своје владавине се оженио са принцезом из Месине и ту је подигао свој двор. Очигледно да се повучена политика коју је водио краљ Клеф није допадала лангобардској аристократији која је организовала против њега нову побуну. На путу у Павију убио га је његов слуга 575. године. Смрћу Клефа отворен је нови раскол у држави Лангобарда.